# Leptobrochus luteus
Leptobrochus luteus is een fossiele soort schietmot uit de familie Polycentropodidae.